# لاتانوبروست
لاتانوبروست يباع تحت المسمى التجاري «زالاتان Xalatan» والذي يستخدم لعلاج زيادة ضغط العين، كالزرق المفتوح الزاوية وارتفاع الضغط البصري، يوضع في العين على شكل قطرة، ويبدأ تأثيره خلال أربع ساعات ويستمر حتى يوم.
أكثر الآثار الجانبية شيوعا هي: زغللة العين ، احمرار، حكة واغمقاق في لون القزحية.
يعد دواء لاتانوبروست نظيراً لمركبات البروستاغلاندين والذي يعمل على زيادة تدفق السائل المائي من العين عبر القناة العنقودية الصلبة.
استخدم دواء لاتانوبروست طبيا لأول مرة في الولايات المتحدة عام 1996، ووضع على قائمة منظمة الصحة العالمية للأدوية الأساسية، الأدوية الأكثر فعالية وأمانا لصحة الجسم، وتبلغ قيمة البيع في البلدان النامية بين 0.69 و 3.79 دولارا للعبوة التي تبلغ سعتها 2.5 ملم، أما في الولايات المتحدة فتبلغ تكلفة العلاج شهريا ما لا يقل عن 25 دولارا أمريكيا.

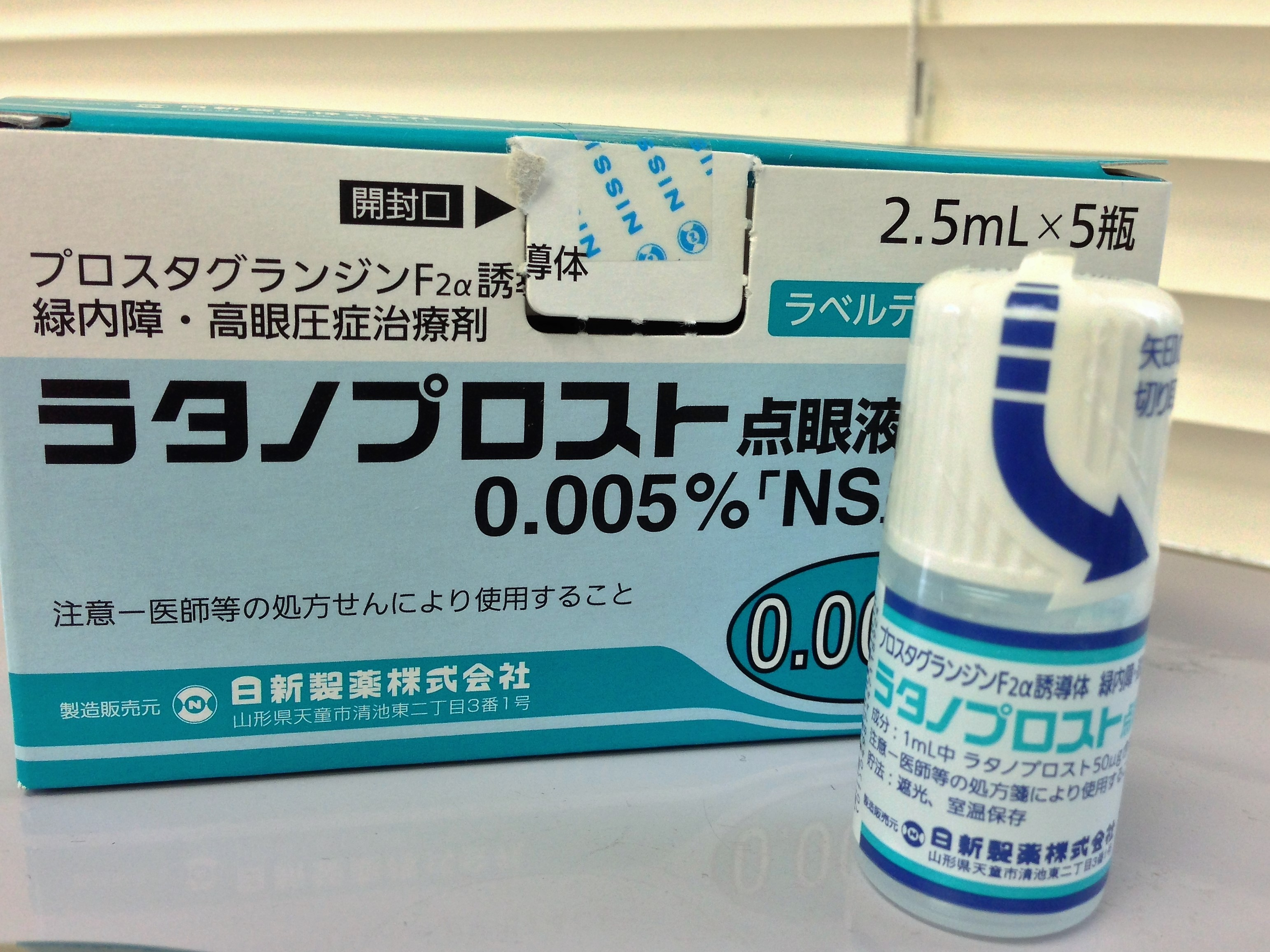
لاتانوبروست

## الاستخدامات الطبية
الزرق (الغلوكوما) مفتوحة الزاوية
استخدام دواء لاتانوبروست يمكن أن يقلل من الضغط الداخلي للعين عند الناس الذين يعانون من ارتفاع في ضغط العين بما قيمته أكبر من 21 ملم زئبقي بنسبة تتراوح بين 22% إلى 39 % عند استخدام الدواء من شهر إلى 12 شهرا، وهو أكثر فعالية من دواء تيمولول 0.5% .
وقد أثبت فعالية في الاستخدام على المدى الطويل، حيث أن تأثيره لم يقل على مدى عام أو عامين من الاستخدام.
وتفترض التحليلات أن دواء لاتانوبروست أكثر فعالية من تيمولول لعلاج ارتفاع الضغط الداخلي للعين لكنه يسبب تصبغات في القزحية.
الزرق (الغلوكوما) مغلقة الزاوية
المرضى الذين يعانون من ارتفاع ضغط العين بالرغم من إجراء عملية إزالة القزحية (من ضمنهم العرق الآسيوي) كانوا أكثر استجابة لدواء لاتانوبروست مقارنة بدواء التيمولول خلال التجارب السريرية وذلك بقيم تتراوح بين 8.2 و 8.8 ملم زئبقي مقابل 5.2 و 5.7 ملم زئبقي لدواء لاتانوبروست مقابل تيمولول عند استخدامه ل 12 اسبوعا واسبوعين على الترتيب.

## الآثار الجانبية
تتضمن الآثار التالية من الأكثر شيوعا إلى الأقل:
> 10-15% : زغللة العين ، حرقة ولسع، احمرار نتيجة زيادة تدفق الدم في الملتحمة، الإحساس بوجود جسم غريب، حكة، زيادة تصبغ القزحية والتي تسبب تمايز في لون العينين، زيادة في طول وسمك الأهداب (يستخدم مثل دواء البيماتوبروست في صناعية مواد التجميل لتطويل الأهداب) ، اعتلال القرنية السطحي النقطي .
4 % : الإصابة بنزلات البرد أو التهاب المجاري التنفسية العلوي، أعراض رشح.
1-4% : جفاف العينين، زيادة في الدموع، ألم في العين، تقشر في الجفن، تورم واحمرار في الجفنين وألم، رهاب الضوء .
1-2% : ألم في الصدر، تفاعل تحسسي جلدي، ألم مفصلي ، ألم في الظهر، ألم عضلي .
> 1% (آثار خطيرة ومهددة للحياة) : أزمة ربو، التهاب القرنية الفيروسي، التهاب في القزحية، التهاب القرنية ، انسداد في الشريان الشبكي، انفصال الشبكية، تقشر الأنسجة المتموتة البشروية التسممي. التهاب العنبية ، نزيف في الجسم الزجاجي للعين الناجم عن اعتلال الشبكية السكري .
وسجلت حالة واحد مرتبطة باستخدام دواء لاتانوبروست أدت إلى تطور القرنية المخروطية .
وتفترض الأبحاث أن مسح العين بضماد ماص بعد وضع القطرة يمكن أن يقلل فرصة إطالة الأهداب والتصبغات في الجفن مقارنة بعدم مسح السائل الزائد.
الحمل
أظهرت التجارب على الحيوانات حدوث حالات إجهاض، لذلك فإن استخدامه محدود عند الحامل ومصنف بالفئة C للحامل حسب المنظمة الأمريكية للغذاء والدواء.
لم يتم دراسة إمكانية ظهور الدواء في الحليب عند المرضع.

## التفاعلات الدوائية
التفاعلات الدوائية تشبه نظائر البروستاغلاندين الأخرى، فالجمع بين اللاتانوبروست والبيمابروست أو أحد أنواع البروستاغلاندين الأخرى يمكن أن يؤدي إلى زيادة ضغط العين الداخلي، ومضادات الالتهاب اللاستيروئيدية يمكن أن تقلل أو تزيد من تأثير اللاتانوبروست.

## علم الأدوية
آلية العمل
لاتانوبروست دواء أولي على شكل استر كالتافلوبروست والترافوبروست، يتم تنشيطه وتحويله إلى حمض حر فعال في القرنية، حمض لاتانوبروست كغيره من الأدوية المشابهة له، يعمل كناهض انتقائي لمتسقبلات البروستاغلاندين من النوع F ، البروستاغلاندينات تزيد نفاذية الصلبة للسائل المائي، وبالتالي فإن زيادة البروستاغلاندين يمكن أن تزيد من تدفق السائل المائي وبالتالي التقليل من الضغط الداخلي للعين.
حركية الدواء
يتم امتصاص البروستاغلاندين عبر القرنية بشكل كامل وتحويله إلى دواء فعال عن طريق تفاعل تكسير بالماء.
ويصل الدواء إلى أعلى تركيز له في الجسم المائي بعد ساعتين من وضع الدواء، أما تأثيره في تقليل ضغط العين فيبدأ بعد 3-4 ساعات، والتأثير الأكبر يكون بعد 8-12 ساعة ويستمر حتى 24 ساعة، عندما يصل الدواء إلى الدورة الدموية يحدث له عملية استقلاب سريعة في الكبد عن طريق عملية أكسدة الحمض الدهني ، ويبلغ عمر النصف للدواء في بلازما الدم 17 دقيقة فقط، ويتم طرح نواتج الاستقلاب بشكل رئيسي عن طريق الكلى.

## علم الكيمياء
الثبات
يظهر دواء لاتانوبروست عدم ثبات للحرارة والشمس، ويقل تركيز لاتانوبروست بنسبة 10% كل 8.25 يوم عند تخزينه على درجة حرارة 50 مئوية، وبنسبة 10% كل 1.32 يوما عند تخزينه على درجة حرارة 70 مئوية، كذلك الأشعة فوق البنفسجية من الشمس يمكن أن تؤدي إلى تكسير سريع للدواء

## المجتمع والثقافة
يباع تحت الاسم التجاري زالاتان لشركة فايزر بمبيعات سنوية تقدر بحوالي. 1.6 مليار دولار أمريكي

### روابط خارجية
- LATANOPROST solution [Greenstone LLC] (Nov 2011), ديلي مد، المكتبة الوطنية لعلم الطب، معاهد الصحة الوطنية الأمريكية
- Xalatan (latanoprost) (Pfizer manufacturer)